# Liste der Profanbauten der Stadt Königsberg (Preußen)
Diese Liste Königsberger Profanbauten verzeichnet verlinkte Profanbauten in Königsberg (Preußen).

## Liste

### A
- Albertus-Universität
- Alhambra
- Alte Börse am Grünen Tor
- Altenstädtisches Gymnasium

### B
- Badertor
- Bahnhof Passaschirski (Hauptbahnhof)
- Bahnhof Sewerny (Nordbahnhof)
- Blutgericht
- Börsengarten

### C
- Collegium Albertinum
- Collegium Fridericianum

### F
- Flughafen Devau

### G
- Gängeviertel
- Gelehrtenfriedhof
- Generalkommando

### H
- Haus der Technik
- Holländer Baum
- Hufen-Oberlyzeum

### K
- Kants Grab
- Karzer
- Katzbach
- Kneiphöfisches Gymnasium
- Königin-Luise-Schule
- Königliches Hufengymnasium
- Königstor
- Kohlhasenwinkel
- Kommandantur
- Konservatorium
- Krankenhäuser
- Kunstakademie
- Kunsthalle

### L
- Lasch-Bunker
- Luisenwahl

### M
- Münzstätte

### N
- Nachtigallensteig
- Neue Börse
- Neues Schauspielhaus

### O
- Ostbahnhof
- Ostpreußische Generallandschaftsdirektion
- Ostpreußische Mädchengewerbeschule

### P
- Packhof
- Palaestra Albertina
- Pregelbrücken
- Provinzialverwaltung Ostpreußen (Landeshaus)

### R
- Rathäuser
- Reichssender

### S
- Schloss
- Speicher
- Stadthalle
- Stadttheater
- Steindamm
- Sternwarte

### T
- Tiergarten

### W
- Waisenhäuser
- Weidendamm
- Wolfsschlucht

### Z
- Zschocksches Stift